# João de Loureiro
João de Loureiro (Lisbona, 1710 – Lisbona, 18 ottobre 1791) è stato un religioso portoghese, distintosi nel campo della botanica, dell'astronomia, della paleontologia e della medicina.

## Biografia
Loureiro studiò al Colégio Santo Antonio di Lisbona e vestì l'abito gesuita nel 1732.
Fu presto inviato come missionario in Asia. Visse tre anni a Goa, capitale dell'India portoghese e quattro anni a Macao. Nel 1742 fu inviato nella Cocincina, dove rimase per 35 anni. Loureiro entrò al servizio del re di Cocincina come matematico e fisico e si occupò anche di astronomia e storia naturale, acquisendo una notevole conoscenza delle proprietà e degli usi delle piante medicinali locali. Nel 1777 lasciò la Cocincina e si stabilì a Canton, e quattro anni più tardi tornò a Lisbona.
Nel 1790 pubblicò un'opera sulla flora della Cocincina intitolato Flora Cochinchinensis. João de Loureiro ha scoperto e descritto per primo numerose piante. Fu anche il primo paleontologo portoghese e diede il nome a una specie di dinosauro, il Draconyx loureiroi.

## Opere

### In latino
- Flora Cochinchinensis: sistens plantas in regno Cochinchina nascentes: quibus accedunt aliae observatae in Sinensi imperio, Africa orientali, Indiaeque locis variis: omnes dispositae secundum systema sexuale Linnaeanum
- Flora Cochinchinensis […] denuo in Germania edita, note di Carl Ludwig Willdenow, 1793: ;  — in due volumi.

### In cinese
L'Accademia delle Scienze di Lisbona conserva opere del padre Loureiro, scritte in cinese, e ne ha pubblicate delle traduzioni nelle Memórias Económicas da Academia
- « Memória sobre a transplantação das árvores mais úteis de países remotos », in Memórias Económicas da Academia, 1789;
- « Memória sobre o algodão, sua cultura e fabrico », in Memórias Económicas da Academia, 1789;
- « Da incerteza que há acerca da goma mina; dá-se notícia de um arbusto, que tem as mesmas qualidades e virtudes », in História e Memórias da Academia;
- « Memória sobre uma espécie de petrificação animal », in História e Memórias da Academia;
- « Descrição botânica das cubelas medicinais »;
- « Exame físico e histórico : « Se há ou tem havido no mundo várias espécies de homens » », in História e Memórias da Academia;
- « Consideração física e botânica da planta Aerides, que nasce e se alimenta do ar », in História e Memórias da Academia.

### Manoscritti
- Una storia dell'Annam, in dodici grandi volumi in ottavo scritti su carta cinese in caratteri cinesi;
- due volumi di disegni che rappresentano minerali, piante e animali;
- 397 disegni a colori di piante con nomi volgari e scientifici (due grandi volumi);
- una flora iconografica della Cocincina scritta in annamita;
- un dizionario annamita-portoghese.

### Corrispondenza
- Lettera al governatore generale di Macao, datata 13 agosto 1775, in Gomes 1865, p. 26
- Lettera a Perry, in Gomes 1865, p. 28;
- Lettera di padre Loureiro al padre Eckart, in Johann Koffler e Anselm Eckart, Historica Conchinchinae descriptio in epitomen redacta ab Anselmo ab Eckartdatata 12 dicembre 1784, Nuremberg, 1803, p. 113
- Lettera di padre Loureiro al padre Eckart, datata 26 giugno 1791, ibid., p. 120

### Traduzioni in inglese
- « On the nature and mode of production of Agallochum or aloes-wood », tradotto dal portoghese in inglese, in Tracts relative to botany, tr. from different languages, Londra, Phillips and Fardon […], 1805

## Eponimia

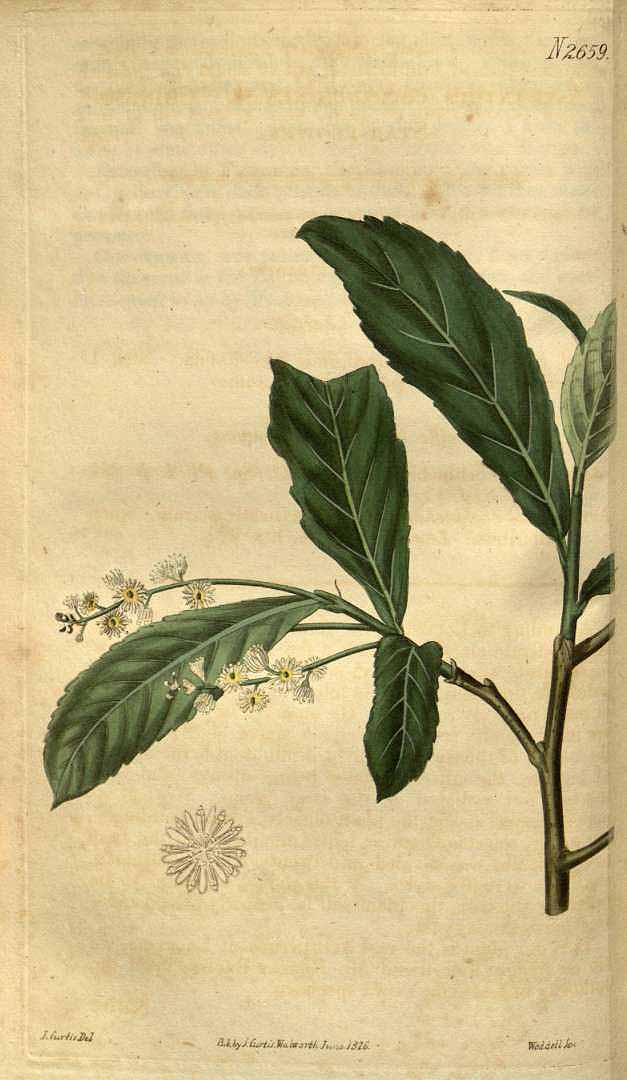
Homalium cochinchinensis (Lour.) descritta per la prima volta da Loureiro come Astranthus cochinchinensis Lour.

### Specie
- (Amaryllidaceae) Crinum loureiroi M.Roem.[5]
- (Apiaceae) Bifora loureiroi Kostel.[6]
- (Apocynaceae) Ichnocarpus loureiroi Spreng.[7]
- (Aquifoliaceae) Ilex loureiroi Steud.[8]
- (Araceae) Arisaema loureiroi Blume[9]
- (Arecaceae) Phoenix loureiroi Kunth[10]
- (Asclepiadaceae) Ceropegia loureiroi G.Don[11]
- (Asteraceae) Artemisia loureiroi Kostel.[12]
- (Boraginaceae) Cordia loureiroi Roem. & Schult.[13]
- (Caprifoliaceae) Caprifolium loureiroi Blume[14]
- (Chenopodiaceae) Chenopodium loureiroi Steud.[15]
- (Clusiaceae) Garcinia loureiroi Pierre[16]
- (Commelinaceae) Murdannia loureiroi (Hance) R.S.Rao & Kammathy[17]
- (Convolvulaceae) Ipomoea loureiroi J.Presl[18]
- (Costaceae) Costus loureiroi Horan.[19]
- (Dilleniaceae) Tetracera loureiroi Pierre ex Craib[20]
- (Dracaenaceae) Dracaena loureiroi Gagnep.[21]
- (Droseraceae) Drosera loureiroi Hook. & Arn.[22]
- (Elaeagnaceae) Elaeagnus loureiroi Champ.[23]
- (Euphorbiaceae) Bridelia loureiroi Hook. & Arn.[24]
- (Gentianaceae) Varasia loureiroi (Griseb.) Soják[25]
- (Lamiaceae) Vitex loureiroi Wight ex C.B.Clarke[26]
- (Lauraceae) Cinnamomum loureiroi Nees & Lecomte[27]
- (Malvaceae) Urena loureiroi Meisn. ex Steud.[28]
- (Melastomataceae) Memecylon loureiroi Triana[29]
- (Meliaceae) Didymocheton loureiroi (Pierre) Harms[30]
- (Menispermaceae) Arcangelisia loureiroi Diels[31]
- (Pandanaceae) Pandanus loureiroi Gaudich.[32]
- (Polygonaceae) Rumex loureiroi Campd.[33]
- (Rosaceae) Pyracantha loureiroi (Kostel.) Merr.[34]
- (Vitaceae) Ampelopsis loureiroi Hort. Mazel. ex Planch.[35]